# Levanter

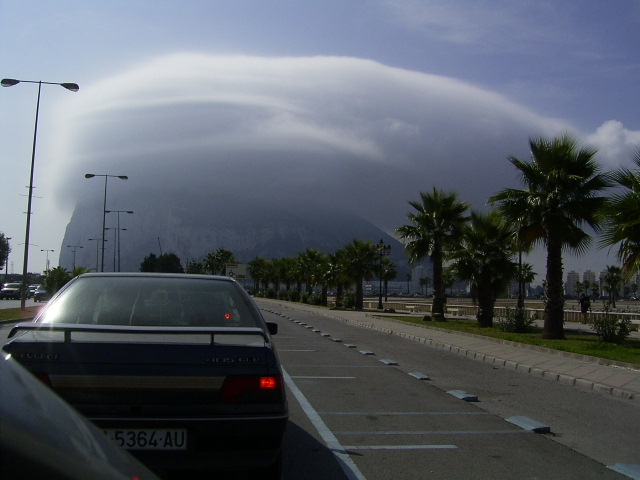
Wolken bij de oostkant van de Rots van Gibraltar

De levanter of levant(e) is een warme en sterke oostelijke wind met een gemiddelde sterkte van 3 tot 6 op de schaal van Beaufort. Dit kan echter oplopen tot 8 en meer. Meestal volgt de wind de mistral op.
Het ontwikkelingsgebied ligt in het westen van de Middellandse Zee tussen Spanje en de Marokkaanse kust. De wind waait vanuit het oosten in westelijke richting. Hij waait in het noorden door de Spaanse Sierra Nevada en in het zuiden door het Atlasgebergte. De wind versnelt als hij door de Straat van Gibraltar gaat, maar verliest zijn snelheid weer boven de Atlantische Oceaan. De wind waait het sterkst in de zomermaanden van juni tot augustus. In de wintermaanden is de levanter minder aanwezig en vaak zwakker doordat het verschil tussen de grond- en luchttemperatuur niet zo groot is.
Surfers en kitesurfers gebruiken deze wind aan de Costa de la Luz tussen Tarifa en Cádiz.
Het tegenovergestelde van de levanter is de poniente-wind, die vanaf het westen komt, door de Straat van Gibraltar, en dan langs de Costa del Sol de kust volgt.